# Mozilla Firefox
Mozilla Firefox besplatni je internetski preglednik otvorenog kôda čiji razvoj koordiniraju Mozilla Foundation i Mozilla Corporation. Kao pogon za prikaz web-stranica Firefox koristi softver Gecko koji implementira većinu trenutačnih web-standarda. Od 2016. godine, Mozilla je ugradila novu tehnologiju kôdnog imena Quantum kojom želi promovirati paralelizam i intuitivnije korisničko sučelje.
U veljači 2017. godine Firefox je bio drugi najpopularniji preglednik na svijetu i u Hrvatskoj s udjelom od oko 22 %.
Na Firefoxovim službenim stranicama nude se instalacijski paketi za operacijske sustave Android, Linux, macOS i Microsoft Windows, a Firefox je također uključen u distribucije mnogih operacijskih sustava temeljenih na Linuxu i drugim Unixoidima.
Mozilla Firefox koristi Google kao zadani pretraživač.

## Povijest
Razvoj Firefoxa počeo je kao eksperimentalno grananje projekta Mozilla, u kojem se razvijao paket internetskih aplikacija uključujući i preglednik, jer je više programera bilo nezadovoljno kretanjem tog projekta. Početna inačica 0.1 novog internetskog preglednika nazvanog Phoenix pojavila se 23. rujna 2002. Zbog spora oko zaštićenog imena naziv preglednika promijenjen je u Firebird, a od inačice 0.8, koja je izašla 9. veljače 2004., u Firefox.
Inačica 2.0, izašla 24. listopada 2006., poznata je po tome što je donijela više novih značajki te što je bila zadnja službeno podržana za Microsoftove sustave Windows NT 4.0, Windows 98 i Windows ME. Posljednja nadogradnja te inačice izašla je u prosincu 2008.
Inačica 3.0, izašla 17. lipnja 2008., donijela je ispravke mnogih grešaka te neke izmjene u korisničkom sučelju.
Inačica 3.5, izašla 30. lipnja 2009., poboljšala je brzinu prikaza web-stranica zahvaljujući ubrzanju izvođenja skripti u jeziku JavaScript koje se često koriste na modernim web-stranicama. Podržani su elementi <video> i <audio> iz nadolazećeg standarda HTML5. Dodana je mogućnost "privatnog" pregledavanja stranica i određivanje približne geografske lokacije korisnika.
Inačica 3.6, izašla 21. siječnja 2010., između ostaloga uvela je sigurniji sustav priključaka (eng. plugins) koji povećava otpornost preglednika na fatalne greške ("rušenje") zbog greške u nekom priključku.
Inačica 4.0, izašla 22. ožujka 2011., donijela je neke promjene u korisničkom sučelju, podršku za format WebM i tehnologiju WebGL, bolju podršku za web-standarde HTML5 i CSS3, integraciju s uslugom Firefox Sync.
Inačica 5.0, izašla 21. lipnja 2011., donijela je neka poboljšanja u performansama i podršci za web-standarde. Tom inačicom počinje se Mozillin plan brzog izlaženja novih inačica, po uzoru na izlaženje preglednika Google Chrome. Svaka iduća inačica neće donositi velik broj promjena, no imat će kraće vrijeme podrške (u kojem se osigurava izdavanje sigurnosnih zakrpa) što će zahtijevati redovitije nadograđivanje na nove inačice, što je kod korporativnih korisnika izazvalo bojazan o mogućim problemima u radu njihovih web-aplikacija zbog nemogućnosti da u kratkom vremenu obave testiranje web-aplikacija na novoj inačici preglednika.
Inačica 10.0, izašla 31. siječnja 2012., je prva od inačica s produljenom podrškom (eng. extended support release, ESR). Tijekom razdoblja od oko godinu dana korisnicima se nude nadogradnje na nove inačice preglednika koje samo ispravljaju uočene sigurnosne pogreške no bez dodavanja novih značajki, što korporativnim korisnicima može biti prikladnije od čestog dodavanja novih značajki.
U inačici 12.0, koja je izašla 24. travnja 2012., dodana je mogućnost da se u Microsoft Windows instalira servis Mozilla Maintenance Service koji omogućuje instaliranje novih inačica Firefoxa bez potrebe za administratorskim ovlastima.
U inačici 13.0, koja je izašla 5. lipnja 2012., dodano je i ažurirano nekoliko značajki, npr. stranica nove kartice sadrži umanjeni prikaz 9 najčešće posjećivanih stranica.
Inačica 17.0, koja je izašla 20. studenoga 2012., je inačica s produljenom podrškom (ESR). U njoj je uključena mogućnost Click-To-Play kojom se korisnika traži potvrda za pokretanje nekog programskog priključka (plugina), kao što su npr. Java i Flash, čime se povećava sigurnost pregledavanja web-stranica jer korisnik može izbjeći pokretanje sumnjivih ili neželjenih sadržaja i programčića (appleta).
U inačici 19.0, koja je izašla 19. veljače 2013., uključen je preglednik PDF-datoteka što znači da je moguć prikaz većine takvih datoteka u Firefoxu bez potrebe da na sustavu bude instaliran dodatni programski priključak (plugin) za tu namjenu.
U inačici 20.0, koja je izašla 2. travnja 2013., dodana je mogućnost "privatnog" pregledavanja stranica u jednom ili više zasebnih prozora, ažuriran je upravitelj datoteka koje se preuzimaju s weba.
U inačici 26.0, koja je izašla 10. prosinca 2013., svi priključci (eng. plugin) u Javi su po početnim postavkama postavljeni na "click to play" (hrv. klikni za početak). Smanjena je potrošnja memorije tijekom rada. Dodana je podrška za H.264 u Linuxu (ako su instalirani odgovarajući gstreamer pluginovi) i dekodiranje MP3-a na operativnom sustavu Windows XP.

## Značajke
Firefox podržava niz osnovih web-standarda uključujući HTML, XML, XHTML, CSS, JavaScript, DOM, MathML, SVG, XSLT i XPath.
Od početka razvoja Firefoxa velika važnost posvećuje se značajkama koje povećavaju računalnu sigurnost pri korištenju internetskog preglednika. Iz tog razloga izostavljena je podrška za Microsoftovu tehnologiju ActiveX. Prije pojave Internet Explorera 7 stručnjaci su preporučivali korisnicima Microsoft Windowsa prelazak na Firefox upravo iz sigurnosnih razloga.
Gotovo od početka Firefox omogućava pregled više web-stranica u istom prozoru preglednika korištenjem više kartica (eng. tabbed browsing). Također, preglednik sadržava upravljač datoteka koje se preuzimaju s Interneta (eng. download manager).
Firefox ima mogućnost automatske pravopisne provjere teksta kojeg korisnik unosi, nalaženje zadanog teksta na prikazanoj stranici čim ga korisnik počne unositi u polje za pretraživanje (eng. incremental search) te mogućnost sinkronizacije određenih postavki preglednika (npr. poveznica na omiljene stranice) između više računala putem internetske usluge Firefox Sync.
Privatno pregledavanje (eng. private browsing) u Firefoxu je način rada u kojem preglednik u svoju pričuvnu memoriju ne sprema sadržaj stranica koje se pregledavaju kao ni povijest pregledavanja stranica te ostale podatke koji bi kasnije mogli otkriti što je korisnik pregledavao.
Prilikom pregledavanja stranica koje od korisnika zahtijevaju podatke o njegovoj geografskoj lokaciji Firefox ju može, uz korisnikovo odobrenje, automatski odrediti koristeći Googleov servis za tu svrhu (Google Location Services).
Firefox je lokaliziran za mnogo jezika i lokaliteta. Prvo službeno izdanje bilo je dostupno za 24 jezika i 28 lokaliteta.
Trenutačno podržane inačice 17.0.5esr i 20.0 dostupne su za 89 lokaliteta (79 jezika)
Za Firefox je na raspolaganju veliki broj dodataka koje si korisnik može dodati po želji i tako proširiti mogućnosti preglednika. Funkcije dodataka mogu biti npr. blokiranje reklamnih poruka, povećanje računalne sigurnosti preglednika, uključivanje novih rječnika za provjeru pravopisa, integracija s internetskim servisima kao što su Gmail i Google Translate, itd.

## Tržišna prihvaćenost
Korisnici Interneta su jako brzo prihvatili Firefox unatoč dominaciji Internet Explorera čija popularnost naglo pada lansiranjem Firefoxa na tržište. Istraživanja pokazuju da Firefox zauzima oko 20 % svjetskog tržišta internetskih preglednika a u Europi je taj postotak i veći i kreće se oko 30 %.
U Hrvatskoj je Firefox najpopularniji preglednik s udjelom od oko 40 %.

## Galerija
- Firefox 2 na sustavu Ubuntu Desktop
- Firefox 3.5 na sustavu Microsoft Windows Vista
- Firefox 4 na sustavu Ubuntu Desktop
- Wikipedija na engleskom jeziku u Firefoxu 57

## Vanjske poveznice
- Službene stranice Mozille
- Službene stranice Mozille Firefox
- wiki.open.hr o Firefoxu